# Urospila
Urospila là một chi bướm đêm thuộc họ Geometridae.